# Wąsosz (gemeente in powiat Grajewski)
De gemeente Wąsosz is een landgemeente in het Poolse woiwodschap Podlachië, in powiat Grajewski.
De zetel van de gemeente is in Wąsosz.
Op 30 juni 2004 telde de gemeente 4062 inwoners.

## Oppervlakte gegevens
In 2002 bedroeg de totale oppervlakte van gemeente Wąsosz 117,92 km², waarvan:
- agrarisch gebied: 72%
- bossen: 21%

De gemeente beslaat 12,19% van de totale oppervlakte van de powiat.

## Demografie
Stand op 30 juni 2004:
| Omschrijving                   | Totaal | Totaal | Vrouwen | Vrouwen | Mannen | Mannen |
| ------------------------------ | ------ | ------ | ------- | ------- | ------ | ------ |
| eenheid                        | aantal | %      | aantal  | %       | aantal | %      |
| inwoners                       | 4062   | 100    | 1986    | 48,9    | 2076   | 51,1   |
| bevolkingsdichtheid (inw./km²) | 34,4   | 34,4   | 16,8    | 16,8    | 17,6   | 17,6   |

In 2002 bedroeg het gemiddelde inkomen per inwoner 1471,68 zł.

## Plaatsen
Sołectwa: Bagienice, Bukowo Duże, Jaki, Kędziorowo, Komosewo, Kudłaczewo, Ławsk, Łempice, Modzele, Niebrzydy, Nieciki, Sulewo-Kownaty, Sulewo-Prusy, Szymany, Wąsosz (sołectwa: Wąsosz Pierwszy en Wąsosz Drugi), Zalesie, Żebry.
Zonder de status sołectwo : Kolonia-Gródź, Kolonia-Łazy, Kolonie-Ławsk.

## Aangrenzende gemeenten
Grabowo, Grajewo, Przytuły, Radziłów, Szczuczyn